# Брендан Клонфертский
Бре́ндан Кло́нфертский (англ. Brendan of Clonfert; ирл. Breandán as Cluain Fearta; др.‑ирл. Brendán moccu Altae), Брандан; Бранданус (лат. Brandanus; ок. 484, — ок. 578), прозванный «Мореплавателем» или «Путешественником», — один из ранних ирландских монашеских святых, настоятель ирландского монастыря Клонферт. Почитался как мудрец и пророк. Персонаж старинных ирландских песен и легенд, рассказывающих о настоящей монашеской семилетней одиссее — совершённых Бренданом и его спутниками в кожаной лодке, в сопутствии ангела, путешествиях по океану на запад в поисках «Земли обетованной» (ирл. Tir Tairngiri). День памяти святого — 16 мая.

## Жития
Наиболее известным текстом о Брендане является «Плавание святого Брендана» (Navigatio Brendani), написанное в IX в. и сохранившееся более чем в ста двадцати рукописях.
Житие святого известно в нескольких вариантах — четырёх латинских и двух ирландских.

## Ранние годы
Св. Брендан родился в 484 году близ нынешнего Фенита, деревни и порта города Трали в графстве Керри на юго-западе Ирландии. Был крещён в Тубриде, близ Ардферта, Эрком, епископом Керри. Согласно ранним источникам, Брендан, как и Эрк, происходил из небольшого племени Алтрайге (Altraige), поэтому он также был известен, как Брендан мокку Алте. В ряде более поздних житий утверждается, что Брендан был из племени Киаррайге Луахра. Киаррайге завоевали гегемонию в южном Мунстере только в X в., затмив другие племена, в том числе и Алтрайге; видимо, именно тогда и возникла эта версия.
После пятилетнего обучения под руководством святой Иты, «Бригитты Мунстера», ещё некоторое время учился под руководством Эрка и был принят им в священники в 512 году. По преданию, когда у коровы Эрка кончилось молоко, он обратился с молитвой к Господу, и молоко для кормления Брендана стали приносить олениха с оленёнком. Между 512 и 530 годами св. Брендан построил монашеские кельи в Ардферте и у подножия Брэндон Хилла (Шанакил— Seana Cill, обычно переводится как «старая церковь» — другое название — Балиневиноорах). Именно отсюда он пустился в своё знаменитое семилетнее плавание к Очарованной земле. В староирландских святцах определён особый день для Egressio familiae S. Brendani, 22 марта; а св. Энгус в литании, сложенной в конце VIII века, обращается к «шестидесяти спутникам св. Брендана в поисках Земли Обетованной».

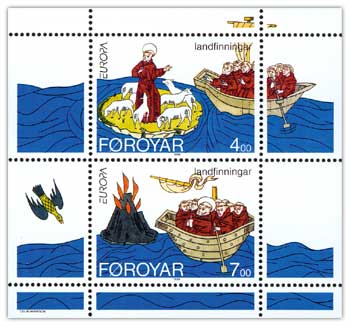
Брендан открывает Фареры и Исландию
Марка FR 252—253 Фарерская почта
Выпущена 18 апреля 1994 г.
Художник Колин Харрисон

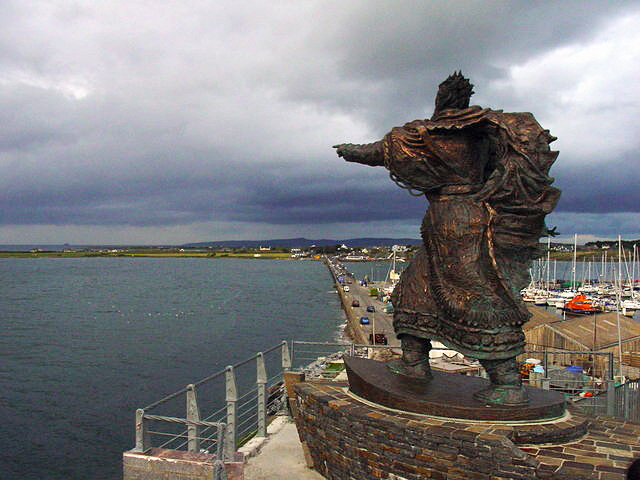
Современный памятник на острове Samphire

## Путешествие
Св. Брендан известен главным образом своим плаванием к «Острову Блаженных» (также называемому Тир на Ног), описанным в «Путешествии Святого Брендана-Мореплавателя» в IX веке. Существует много версий; во всех говорится о том, как он отправился в плавание по Атлантическому океану с шестьюдесятью пилигримами (в других версиях с четырнадцатью, и ещё тремя неверующими, присоединившимися к ним в последнюю минуту) на поиски Эдема. Это, если произошло, могло случиться приблизительно в 530 году, до его путешествия в Британию. Предполагается, что в своём странствии Брендан видел благословенный остров, покрытый растительностью. Легенда гласит также, что он встретился с морским чудовищем, это происшествие приписывается и его современнику св. Колумбе. Другая легенда повествует о его высадке на остров, который оказывается гигантским морским чудовищем по имени Ясконтий. Эта история имеет параллели и в других культурах, не только в ирландской, в преданиях от Синдбада-морехода до Пиноккио.
Хотя принято считать, что это плавание — религиозная аллегория, всё же нет единого мнения о том, было ли оно на самом деле, и не был ли «Остров Блаженных», которого достиг Брендан, Америкой. Более того, существует Общество св. Брендана, которое верит, что Брендан — первый европеец, добравшийся до Америки, и даже отмечает годовщину этого факта. Как показывает пример Тима Северина, то, что Брендан мог доплыть до Северной Америки, не является невозможным; в этом случае он действительно был одним из первых европейцев, посетивших Новый Свет. Христофор Колумб в своих доводах о существовании морского пути через Атлантику в Азию полагался на легенды о св. Брендане.
Как жанр «Плавание св. Брендана» (на латыни «Navigatio Sancti Brendani») является популярной тогда формой литературы, характерной для Ирландии, иммрамом, описывающим ряд приключений героя в лодке. Например, есть некоторое сходство с «Плаванием Брана», написанным намного раньше. В «Плавании» этот тип повествования смешивается с религиозной аскетической традицией, когда ирландские монахи в одиночку плавали на лодках, так же как их пустынные собратья удалялись в пещеры.

### Последствия путешествия
После того как история семилетнего плавания получила известность, в Ардферт стали стекаться толпы паломников и учеников. Как следствие, в течение нескольких лет было построено несколько монастырей — в Галлерусе, Килмалхедоре, Брэндон Хилле, на островах Бласкет — с целью удовлетворить нужды тех, кто пришёл за духовным руководством св. Брендана.

## Прочие странствия
Основав епископство в Ардферте, Брендан отправился в Томонд, и основал монастырь в Инис-да-друйм (ныне Кони Айленд), нынешнем приходе Килладисерт, графство Клэр, около 550 года. Затем он съездил в Уэльс, а оттуда на святой остров Айона у восточного побережья Шотландии, где предположительно встретился с Колумбой; в Шотландии остались следы апостольского рвения св. Брендана — Кил-брэндон (близ Обана) и залив Кил-бреннан. После трехлетней миссии в Британии он вернулся в Ирландию и многих обратил в христианство в разных частях Лейнстера, особенно в Дисарте (графство Килкенни), Киллини (Туббербо) и Брэндон Хилле. Он основал церкви в Инчикине, графство Голуэй и Инишглоре, графство Майо.
Наиболее прославленным его детищем был Клонферт, основанный в 557 году, настоятелем которого он был назначен св. Мойненном. В Клонферте он и был похоронен. Католической церковью Брендан причислен к лику святых, день памяти 16 мая.

## Современное путешествие
В 1976 году ирландский путешественник Тим Северин построил куррах из кожи быка и за два лета доплыл из Ирландии до Ньюфаундленда через Гебриды, Фареры и Исландию, чтобы показать, что путешествие святого было возможно. В пути он видел айсберги и морских животных, таких, как киты и морские свиньи, которые могли быть фактическими аналогами фантастических видений из легенд о Брендане.
По итогам своего путешествия Северин выпустил книгу «The Brendan Voyage» (L., 1978; рус. пер.: «Путешествие на Брендане». М.: Физкультура и спорт, 1983), а также дал ряд интервью европейским и американским телеканалам. Плавание Северина также стало темой отдельной передачи «Клуба путешественников» Ю. А. Сенкевича.

## Св. Брендан в поп-культуре
- Легенды о путешествиях Святого Брендана достаточно подробно описаны Жаном Рэйеем в романах «Дверь под водой» и «Зеленый туман»
- Писатель Фредерик Бюхнер пересказал историю путешествий Св. Брендана в романе «Брендан», 1987 г.
- Плавание Св. Брендана нашло отражение в поэме Дж. Р. Р. Толкина «Имрам».
- Сливочный ликер «Saint Brendan's» назван в честь него.
- «Brandania» — канарская группа, исполняющая кельтскую музыку. Их название намекает на то, что Канарские острова — остров Св. Брендана.
- Канадская группа «The Lowest of the Low» записала песню «St. Brendan’s Way», вошедшую в их альбом «Shakespeare My Butt».
- Кельтская группа Iona под впечатлением путешествия св. Брендана создала запись «Beyond These Shores», в настоящее время являющаяся частью записи «The River Flows».
- Джефф Джонсон выпустил в 1988 г. запись «Prayers Of St. Brendan — The Journey Home».
- В 2009 году вышел полнометражный мультфильм «Тайна Келлс», главного героя которого — молодого ирландского монаха-иллюстратора — зовут Брендан. Дата выпуска — 2007 г.
- Имеется и пересказ для детей — «The Sailing Saint».